# Messier 105
Messier 105 sau M105 este o galaxie eliptică.